# Mal Turčin
Mal Turčin (makedonsky Мал Турчин, albánsky Turk i Vogël) nebo jen Turčin je vrch v pohoří Šar planina na severozápadě Severní Makedonie. Má nadmořskou výšku 2702 m n. m. V jeho blízkosti se nachází i Titov vrh, původně zvaný Golem Turčin, nejvyšší vrchol pohoří Šar planina. V češtině název znamená Malý Turek nebo jen Turek.
Vrch se nachází v centrální části pohoří Šar planina jižně od vrcholu Titov vrh a blízko hory Trpeznica, kde pramení řeka Pena. Vrchol je přístupný po dvou trasách od hotelu Popova Šapka v blízkosti města Tetovo (Vakufská stezka a Popova stezka).